# Муратов, Александр Игоревич
Алекса́ндр И́горевич Мура́тов (англ. Олександр Ігорович Муратов; 21 апреля 1935, Харьков — 14 апреля 2025) — советский и украинский кинорежиссёр и сценарист. Лауреат Всеукраинского фонда имени Т. Г. Шевченко за весомый вклад в развитие кинематографии Украины. Заслуженный деятель искусств Украинской ССР (1990).

## Биография
Родился 21 апреля 1935 года в Харькове в семье писателя И. Л. Муратова. В старшем школьном возрасте был, по его словам, некоторое время связным УПА, затем бежал в Казахстан, а оттуда приехал на учёбу в Москву.
Окончил режиссёрский факультет ВГИКа (1959). Работал на ЦКДЮШ имени М. Горького, Одесской киностудии, с 1967 года — на Киевской киностудии имени А. П. Довженко.
В 1962—1968 годах — режиссёр Одесской киностудии. В 1964 году вместе с первой женой, кинорежиссёром Кирой Георгиевной Муратовой, снял фильм «Наш честный хлеб». В 1966 году снял первую самостоятельную картину «Авдотья Павловна». С 1968 года — режиссёр Киевской киностудии имени А. Довженко. Снимал художественные и документальные фильмы, автор и соавтор сценариев к ряду своих фильмов.
В 1982 году снял фильм «Гонки по вертикали» по сценарию братьев Вайнеров.
В 1991—1996 годах по произведениям М. Хвылевого Александр Игоревич Муратов снял кинотрилогию: «Танго смерти» (по произведению «Повесть про санаторную зону»), «Долой стыд!» (по повести «Сентиментальная история»), «Вальдшнепы» (по одноимённому роману). Вся трилогия получила премию Всеукраинского культурно-научного фонда Т. Г. Шевченко «За выдающийся вклад в национальное и государственное возрождение Украины».
Первая чеченская война застала Муратова в Чечне, где он собирал материалы для фильма о депортации чеченского народа. По его словам, он добровольно предложил свои услуги властям Ичкерии и снимал для них пропагандистские фильмы. После ранения вернулся в Киев.
В 2004 году вышел фильм «Татарский триптих» (по крымскотатарским новеллам М. Коцюбинского), затем в 2005 году — автобиографический роман «Распахнутая брама».
Жил в Киеве. Скончался 14 апреля 2025 года.

## Личная жизнь
Был женат на Кире Муратовой.

## Фильмография

### Режиссёр
- 1958 — Весенний дождь
- 1961 — У крутого яра (совместно с Кирой Муратовой)
- 1964 — Наш честный хлеб (совместно с Кирой Муратовой)
- 1966 — Авдотья Павловна
- 1967 — Большие хлопоты из-за маленького мальчика
- 1968 — Маленький школьный оркестр
- 1969 — Та самая ночь
- 1970 — Умеете ли вы жить?
- 1973 — Старая крепость
- 1974 — Гуси-лебеди летят
- 1976 — Щедрый вечер
- 1978 — Любаша
- 1981 — Утро вечера мудренее
- 1982 — Гонки по вертикали
- 1985 — Осенние утренники
- 1986 — Золотая цепь
- 1987 — Исполнить всякую правду
- 1988 — Помилуй и прости
- 1991 — Танго смерти
- 1992 — Дорога никуда
- 1994 — Долой стыд!
- 1996 — Вальдшнепы
- 2001 — Провинциальный роман
- 2003 — Арнольд Марголин — выдающийся украинец и еврей — документальный фильм[5].
- 2004 — Татарский триптих
- 2007 — Убийство в зимней Ялте

### Сценарист
- 1961 — У крутого яра
- 1967 — Авдотья Павловна
- 1971 — Умеете ли вы жить?
- 1973 — Старая крепость
- 1978 — Любаша
- 1980 — Утро вечера мудренее
- 1986 — Золотая цепь
- 1988 — Помилуй и прости
- 1991 — Танго смерти
- 1992 — Дорога никуда
- 1994 — Долой стыд!

## Награды
- Орден «За заслуги» III степени (10 сентября 2008 года)[6]
- Заслуженный деятель искусств Украинской ССР (11 января 1990 года)[7]